# Carles Torner
Carles Torner (Barcelona, 1963) doctor en Ciencias de la Educación por la Universidad de París VIII, es un poeta, novelista y ensayista.
Entre los libros de poesía publicados destacan A la ciutat blanca (1984), premio Amadeu Oller 1984; Els límits de la sal (1985), premio Carles Riba 1984; L’àngel del saqueig (1990); Viure després (1998), premio de la Crítica de poesía catalana, La núvia de Europa (2008) y Vint-i-set Nadals i un rei (2019). Es autor de las novelas L’estrangera (1997) y Ucraïna, mon amour (2023), de los ensayos El principi acollida. Sobre el diàleg intercultural (1995), La victòria pòstuma de Hitler (1995), Shoah, cavar con la mirada (2005) y de la recopilación de cartas a mujeres activistas i artistas de todo el mundo L’arca de Babel (2005). Publicó Cómo me convirtieron los indígenas un libro de entrevistas a Samuel Ruiz García a raíz de su jubilación como obispo de San Cristóbal de las Casas en el año 2000.
Fue responsable del Área de Literatura y Pensamiento del Instituto Ramon Llull entre 2004 y 2010, profesor de la Facultad de Relaciones Internacionales Blanquerna (Universidad Ramon Llull)y de la facultad de Humanidades de la Universidad Pompeu Fabra.
Fue presidente del Comité de Traducciones i Derechos Lingüísticos del PEN Internacional (1996-2002) y presidió la plataforma de organizaciones Internacionales que promovieron en la UNESCO la Declaración Universal de Derechos Lingüísticos. Entre 2014 y 2021 fue el director ejecutivo de PEN Internacional, con sede en Londres, y editor de PEN Internacional. Una historia il·lustrada, publicado a raíz del centenario del PEN. En 2025 recogió su trayectoria internacional en el ensayo memorialístico Com ser ambaixador d'un país sense ambaixades.